# Jennifer Esposito

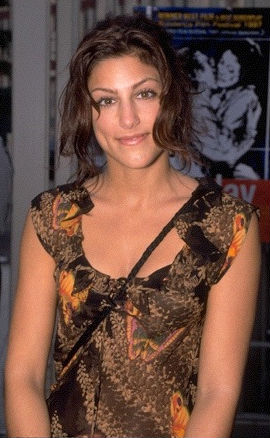
Jennifer Esposito (2008)

Jennifer Esposito (* 11. April 1973 in Brooklyn, New York City) ist eine US-amerikanische Schauspielerin.

## Leben und Karriere
Esposito ist die Tochter einer Innenarchitektin und eines Datenverarbeitungsberaters an der Wall Street und ehemaligen Musikproduzenten. Sie wuchs in ihrer italienischen Familie mit einer älteren Schwester in Staten Island (New York City) auf, wo sie  eine Catholic High School besuchte. Sie träumte von einer Schauspielkarriere und besuchte das Lee Strasberg Institute in New York City.
Esposito bekam zunächst einige kleine Rollen im Fernsehen und Kino angeboten, wartete aber auf eine größere Rolle und arbeitete währenddessen als Kellnerin. Das Warten zahlte sich aus, da sie 1995 eine Rolle in der Fernseh-Seifenoper The City bekam. Mit dieser Rolle erregte sie die Aufmerksamkeit der Casting-Agentur für die Serie Chaos City, die noch die Rolle der Freundin von Michael J. Fox’ Charakter zu besetzen hatte. Mit der Zeit fand sie ihre Rolle unbefriedigend und verließ die Serie 1999. Seitdem spielte sie einige größere Rollen in bekannten Filmen. Spike Lee besetzte sie für eine Rolle in Summer of Sam. 2004 stand sie unter anderem im Oscar-prämierten Episodendrama L.A. Crash mit einer Reihe bekannter Darsteller vor der Kamera. Weitere Filme waren unter anderem Sag’ kein Wort mit Michael Douglas und New York Taxi. Von 2007 bis 2009 war sie als Andrea Belladonna neben Christina Applegate in der US-amerikanischen Sitcom Samantha Who? zu sehen. Von 2010 bis 2012 spielte sie zusammen mit Tom Selleck in der Krimiserie Blue Bloods – Crime Scene New York. In Staffel 14 übernimmt sie in Navy CIS die Hauptrolle von Special Agent Alexandra „Alex“ Quinn, wobei sie nach Ende der Staffel wieder das Team verlässt.
Ihr Regiedebüt Fresh Kills, in dem sie auch die Hauptrolle übernahm, feierte im Juni 2023 beim Tribeca Film Festival seine Premiere.

## Privates
Esposito war von Dezember 2006 bis Mai 2007 mit dem Schauspielkollegen Bradley Cooper verheiratet, auch die Ehe mit Louis Dowler (16. November 2014 bis 2016) scheiterte. In der Late Show mit David Letterman gab Esposito im Oktober 2011 bekannt, dass sie seit 2009 an Zöliakie leidet.

## Filmografie (Auswahl)
- 1995: The City
- 1996–1999: Chaos City (Spin City, Fernsehserie, 36 Episoden)
- 1997: Kiss Me, Guido
- 1998: Ich weiß noch immer, was du letzten Sommer getan hast (I Still Know What You Did Last Summer)
- 1998: Spike Lee’s Spiel des Lebens (He Got Game)
- 1998: In den Straßen von Brooklyn (A Brooklyn State of Mind)
- 1998: New York Undercover (Fernsehserie, 3 Episoden)
- 1999: Der Junggeselle (The Bachelor)
- 1999: Summer of Sam
- 2000: Boys Life 3
- 2000: Wes Craven präsentiert Dracula (Dracula 2000)
- 2000, 2019, 2021: Law & Order: Special Victims Unit (Fernsehserie, 5 Episoden)
- 2001: Dangerous Connection – Im Netz der Verschwörung (The Proposal)
- 2001: Sag’ kein Wort (Don’t Say A Word)
- 2001: Made
- 2002: Meister der Verwandlung (The Master of Disguise)
- 2002: Safecrackers oder Diebe haben’s schwer (Welcome to Collinwood)
- 2002: Backflash
- 2002: Die Straßen von Philadelphia (Fernsehserie, Episode 1x11)
- 2003: Partners and Crime
- 2004: Für alle Fälle Amy (Judging Amy, Fernsehserie, 8 Episoden)
- 2004: Breakin’ All the Rules
- 2004: New York Taxi (Taxi)
- 2004: L.A. Crash (Crash)
- 2005: Kleine weiße Wunder (Snow Wonder)
- 2006: Law & Order (Fernsehserie, Episoden 7x3, 17x22)
- 2006: Jesus, Mary and Joey
- 2007–2009: Samantha Who? (Fernsehserie, 35 Episoden)
- 2008: Conspiracy – Die Verschwörung (Conspiracy)
- 2008: American Crude
- 2009: The Broadroom
- 2009: Four Single Fathers
- 2010: The Wish List
- 2010–2012, 2023, 2024: Blue Bloods – Crime Scene New York (Blue Bloods, Fernsehserie, 48 Episoden)
- 2011: Mamitas
- 2011–2012: The Looney Tunes Show (Fernsehserie, 5 Episoden, Stimme)
- 2012: Bending the Rules
- 2014: Taxi Brooklyn (Fernsehserie, 12 Episoden)
- 2015: Mistresses (Fernsehserie, 13 Episoden, Staffel 3)
- 2015–2016: The Affair (Fernsehserie, 5 Episoden)
- 2016–2017: Navy CIS (NCIS, Fernsehserie, 24 Episoden)
- 2018: Blindspot (Fernsehserie, 2 Episoden)
- 2018: Speed Kills
- 2019–2020: The Boys (Fernsehserie, 5 Episoden)
- 2019: Mob Town
- 2019: The Ship – Das Böse lauert unter der Oberfläche (Mary)
- 2020–2021: Law & Order: Special Victims Unit  (Fernsehserie, 5 Episoden)
- 2020–2023: Awkwafina Is Nora from Queens (Fernsehserie, 13 Episoden)
- 2022: Somewhere in Queens
- 2023: Fresh Kills (auch Regie und Drehbuch)
- 2024: Before (Fernsehserie, Episode 1x07)